# Trackback
Il Trackback è un meccanismo per la comunicazione e la notifica tra due risorse: la risorsa A manda un Trackback ping (spesso chiamato Pingback) alla risorsa B, la quale risponde con un messaggio di avvenuta notifica o con un eventuale errore. La risorsa A dovrebbe mandare un ping alla risorsa B nel caso in cui sia presente, nella risorsa A, un approfondimento o una citazione della risorsa B.
Il Trackback si è molto diffuso nei blog. In questo caso, un blog riceve una serie di ping da altri blog e, solitamente, mostra, sotto ad ogni Post, l'elenco dei ping ricevuti e riferiti a quello specifico post.
Il Trackback ping può contenere informazioni relative al titolo della risorsa notificata, un estratto della stessa e il titolo del sito Web che ha inviato il ping. L'unica informazione obbligatoria che un ping deve contenere è il permalink della risorsa notificata.
Oggi, il Trackback è disponibile nei principali programmi di blogging, ma il termine Trackback è nato nel 2002, così battezzato da Six Apart, che introdusse questo sistema nella sua piattaforma di blogging Movable Type, sebbene il Trackback utilizzi funzionalità presenti nelle specifiche HTTP 1.0, e quindi già dal 1992.
Un fenomeno diffuso è l'utilizzo dei Trackback a scopo di spam, cioè l'invio indiscriminato di Trackback ping allo scopo di far apparire i propri link nell'elenco dei ping di qualche blog. Esistono, però, filtri per individuare i Trackback di spam, implementati in molte delle piattaforme di blogging che supportano il Trackback, riducendo, almeno parzialmente, il fastidio causato dallo spam.